# 2021年土庫曼斯坦人民委員會選舉
2021年土库曼斯坦人民委员会选举（英語：2021 Turkmen People's Council election）于2021年3月28日在土库曼斯坦举行，这次选举将选出土库曼斯坦人民委员会新一届56名议员的其中48名。

## 选举方式
根据2020年通过的《土库曼斯坦宪法修正案》，原本125席的一院制土库曼斯坦议会变成两院制。新的土库曼斯坦议会由“国民议会”称为“国民委员会”，上院为人民委员会，下院为国民会议。人民委员会由56名议员组成，其中48名议员由地区议会选举产生，而剩下的8名议员则由总统任命。国民会议则为原土库曼斯坦国民议会，125名议员席位采用单一选区领先者当选方式选举产生。